# The Seldom Seen Kid
Albums de Elbow
Leaders of the Free World
(2005) Build a Rocket Boys!
(2011)
The Seldom Seen Kid est le quatrième album studio du groupe Elbow.
Sorti en Angleterre le 17 mars 2008, il est entré directement cinquième des meilleures ventes d'albums dans ce pays.

## Liste des morceaux
Tous les titres sont écrits par Elbow, les paroles par Guy Garvey, sauf indication contraire.
1. Starlings - 5:05
2. The Bones of You (comprend des passages de Summertime de George Gershwin) - 4:49
3. Mirrorball - 5:50
4. Grounds for Divorce (en) - 3:39
5. An Audience with the Pope - 4:27
6. Weather to Fly - 4:29
7. The Loneliness of a Tower Crane Driver - 5:14
8. The Fix (Elbow, Richard Hawley) - 4:27
9. Some Riot - 5:23
10. One Day Like This (en) - 6:34
11. Friend of Ours - 4:38
12. We're Away (bonus sur l'édition britannique) - 1:59

## Réception critique
En 2008 l'album remporte le Mercury Music Prize distinguant le meilleur album anglais ou irlandais de l'année par un jury issu de l'industrie musicale.
Il est cité dans l'ouvrage de référence de Robert Dimery Les 1001 albums qu'il faut avoir écoutés dans sa vie et dans de nombreuses listes consacrant les meilleurs albums de l'année 2008.